# Öttusa az 1984. évi nyári olimpiai játékokon
Az 1984. évi nyári olimpiai játékokon öttusában két versenyszámban avattak olimpiai bajnokot.

## Éremtáblázat
(A rendező ország csapata eltérő háttérszínnel, az egyes számoszlopok legmagasabb értéke, illetve értékei vastagítással kiemelve.)
| Az 1984. évi nyári olimpiai játékok éremtáblázata öttusában | Az 1984. évi nyári olimpiai játékok éremtáblázata öttusában | Az 1984. évi nyári olimpiai játékok éremtáblázata öttusában | Az 1984. évi nyári olimpiai játékok éremtáblázata öttusában | Az 1984. évi nyári olimpiai játékok éremtáblázata öttusában | Olimpia  |
| ----------------------------------------------------------- | ----------------------------------------------------------- | ----------------------------------------------------------- | ----------------------------------------------------------- | ----------------------------------------------------------- | -------- |
|                                                             | Ország                                                      | Arany                                                       | Ezüst                                                       | Bronz                                                       | Összesen |
| 1.                                                          | Olaszország (ITA)                                           | 2                                                           | 0                                                           | 1                                                           | 3        |
|                                                             |                                                             |                                                             |                                                             |                                                             |          |
| 2.                                                          | Svédország (SWE)                                            | 0                                                           | 1                                                           | 0                                                           | 1        |
| 2.                                                          | Egyesült Államok (USA)                                      | 0                                                           | 1                                                           | 0                                                           | 1        |
|                                                             |                                                             |                                                             |                                                             |                                                             |          |
| 4.                                                          | Franciaország (FRA)                                         | 0                                                           | 0                                                           | 1                                                           | 1        |
|                                                             |                                                             |                                                             |                                                             |                                                             |          |
| Összesen                                                    | Összesen                                                    | 2                                                           | 2                                                           | 2                                                           | 6        |

## Érmesek
| Az 1984. évi nyári olimpiai játékok érmesei öttusában |                                                                            |        |                                                                              |        |                                                              |        |
| Versenyszám                                           | Arany                                                                      | Arany  | Ezüst                                                                        | Ezüst  | Bronz                                                        | Bronz  |
| egyéni                                                | Daniele Masala · Olaszország (ITA)                                         | 5469   | Svante Rasmuson · Svédország (SWE)                                           | 5456   | Carlo Massullo · Olaszország (ITA)                           | 5406   |
| csapat                                                | Olaszország (ITA) · Daniele Masala · Carlo Massullo · Pierpaolo Cristofori | 16 060 | Egyesült Államok (USA) · Michael Storm · Robert Gregory Losey · Dean Glenesk | 15 568 | Franciaország (FRA) · Paul Four · Didier Boubé · Joël Bouzou | 15 565 |